# Écru
Écru désigne une matière qui n'a pas été préparée, spécialement un tissu qui n'a pas été blanchi ni teint, ou par analogie avec la couleur de la soie écrue ou du fil écru, une couleur beige clair jaunâtre.
Au XIXe siècle et auparavant, les teinturiers ne pouvaient garantir que les produits qu'ils utilisaient, tant pour le blanchissage que pour le mordançage et la teinture, étaient inoffensifs, ni que les teintures pouvaient résister à un lavage poussé. Pour cette raison, les sous-vêtements étaient généralement écrus. La nuance d'un tissu écru, au sens cru, non préparé, est très variable.
Les fabricants de tissu fournissaient des échantillons de tissu écru.